# 普遍救済主義
普遍救済（償罪）主義（ふへんきゅうさい（しょくざい）しゅぎ）とは、キリスト教の神学思想のひとつ。ヤーコブス・アルミニウスによって提唱されたが、彼の死後開かれたドルトレヒト会議で異端とされた。

## 概要
アルミニウス主義の特徴である不特定（全世界へ）の贖罪（キリストの贖罪は、彼を意識的に拒む者をも含む全ての人のためである。もっとも信じない者まで救われるわけではないが、神の憐れみと恵みは予定されるものではない）の立場に立つことから普遍救済主義の立場とされる。しかし、彼らは神の信仰の要件的選び（神はあらかじめ誰がキリストを信じるか見て期待しておられ、最初の内は人間の方にも功績も何も無いのは同じだが、その愛の見方の予知の可能性に基づいて信仰する者や、熱心に信仰をしたかったがその機会がなかった者を救いの範疇に入れることを決める）という立場に立っているので、これを万人救済主義（ユニバーサリズム）と混同してはならない。償罪は全世界に対するものでもあるから、あらゆるものに信仰は芽生える。しかし、その時点に於いては救済が約束（予定）されている訳では無いと考える。